# アンドレ・テイラー
アンドレ・テイラー（Andre Taylor、1988年1月11日 - ）は、ニュージーランド出身のラグビー選手。

## プロフィール
- ポジションはセンター(CTB)、フルバック(FB)。
- 身長 180cm、体重 90kg
- スーパーラグビーのトライ王になったことがある[2]。
- U20ニュージーランド代表に選ばれたことがある。

## 略歴
パーマストンノースボーイズ高校、ハリケーンズを経て、2014年、近鉄ライナーズに加入。同年8月22日に行われたジャパンラグビートップリーグ第1節のNTTドコモレッドハリケーンズ戦に先発出場で日本での公式戦初出場を果たした。
2017年、宗像サニックスブルースに加入。
2019年、宗像サニックスブルースを退団した。